# We Are Marshall
We Are Marshall (titulada Equipo Marshall en España y Somos Marshall en México) es una película dramática estrenada el 15 de diciembre de 2006 en Estados Unidos y el 20 de noviembre y el 13 de junio de 2007 en España y Argentina respectivamente, en formato DVD,ya que no se produjo estreno en las salas cinematográficas, sólo en México Protagonizada por Matthew McConaughey, Matthew Fox y David Strathairn y dirigida por McG.

## Argumento
El 14 de noviembre de 1970 se produce un acontecimiento que dejará conmocionada y sin aliento a la ciudad de Huntington, West Virginia y a los estudiantes de la Universidad Marshall. El trágico accidente aéreo del Vuelo 932 de Southern Airways acaba con la vida de todo el equipo de fútbol americano de la Universidad, los Marshall Thundering Herd, desde los jugadores a la junta directiva, en uno de los más trágicos accidentes de la historia del deporte de Estados Unidos.
Pocos meses después del suceso aparece Jack Lengyel (Matthew McConaughey), un joven entrenador de fútbol que se tendrá que enfrentar al mayor reto de toda su carrera, al ocupar un puesto que nadie quiere. Tolerante, comprensivo y perseverante Jack entrenará a unos jóvenes que tiene posibilidades de conseguir la victoria, pero lo verdaderamente importante es devolver la ilusión a los habitantes de la ciudad.

## Reparto
- Matthew McConaughey (Jack Lengyel)
- Matthew Fox (Red Dawson)
- David Strathairn (presidente Donald Dedmon)
- Ian McShane (Paul Griffen)
- Kate Mara (Annie Cantrell)
- January Jones (Carole Dawson)
- Kimberly Williams-Paisley (Sandy Lengyel)
- Arlen Escarpeta (Reggie Oliver)
- Brian Geraghty (Tom Bogdan)
- Robert Patrick (Rick Tolley) (no acreditado)

## Recepción crítica y comercial
Según la página de Internet Rotten Tomatoes obtuvo un 49% de comentarios positivos, llegando a la siguiente conlusión: "Matthew McConaughey casi lleva We Are Marshall al éxito, pero no puede dejar de tomar el camino fácil, con el fin de sentirse bien en conmemorar este hecho histórico en el deporte estadounidense." Destacar el comentario del crítico cinematográfico James Berardinelli: 

"We Are Marshall es precisamente lo que uno espera de una historia real deportiva: es estimulante e inspiradora."
James Berardinelli.

Según la página de Internet Metacritic obtuvo críticas mixtas, con un 53%, basado en 31 comentarios de los cuales 13 son positivos. Recaudó en Estados Unidos 43 millones de dólares. La película no fue estrenada en los circuitos comerciales más allá de las fronteras estadounidenses, debido a la falta de interés que el público extranjero podía tener por una historía típicamente americana. El presupuesto invertido en la producción fue de aproximadamente 65 millones.

## Localizaciones
We Are Marshall se empezó a rodar el 3 de abril de 2006 en diversas localizaciones de Estados Unidos, destacando la ciudad de Atlanta (Georgia), y las localidades de Huntington y Kenova ambas en el estado de Virginia Occidental.

## DVD
We Are Marshall salió a la venta el 20 de noviembre de 2007 en España, en formato DVD. El disco contiene menús interactivos, acceso directo a escenas, subtítulos y audio en diferentes idiomas, tráiler cinematográfico, la universidad Marshall y un documental sobre entrenadores legendarios. En Estados Unidos salió a la venta el 18 de septiembre de 2007, en formato DVD y en edición Full Screen Edition.idiomas.